# ويروينجنيس
ويروينجنيس (بالفرنسية: Wirwignes)‏ هي بلدية تقع في إقليم باد كاليه من منطقة نور با دو كاليه في شمال فرنسا. تبلغ مساحة هذه المدينة 12.47 (كم²)، وترتفع عن سطح البحر 28 م، يبلغ عدد سكانها 704 نسمة حسب إحصاء المعهد الوطني للإحصاء والدراسات الاقتصادية سنة 2009 م. وترأس Francis Docquoy البلدية خلال فترة (2001-2008).